# فرد (بازیکن فوتبال، زاده ۱۹۴۹)
فردریکو رودریگس ده اولیویرا با نام مستعار فرد (انگلیسی: Fred; ۴ آوریل ۱۹۴۹ – ۲۹ مهٔ ۲۰۲۲) بازیکن فوتبال اهل برزیل بود.
از باشگاه‌هایی که در آن بازی کرده‌است می‌توان به باشگاه ورزشی واسکو دوگاما، باشگاه فوتبال فلامینگو، باشگاه فوتبال بوتافوگو، و باشگاه ورزشی بانگو اشاره کرد.
وی همچنین در تیم ملی فوتبال برزیل بازی کرده‌است.